# Зисис Пацикас
Зисис Христу Пацикас (на гръцки: Ζήσης Χρήστου Πατσίκας) е гръцки, офицер, журналист и издател.

## Биография
Пацикас е роден във влашкото планинско село Пипилища в 1910 година. На 18 години постъпва на служба във военновъздушните сили, а по-късно в жандармерията. Участва в Итало-гръцката война в 1940 – 1941 година, в която е ранен. След разгрома на Гърция от Германия през пролетта на 1941 година, Пацикас участва в Алмирос в един от първите големи саботаж срещу германците – изгарянето на голямо количество пшеница, предназначена за германската армия. Става негелаген и с лодка се опитва да се добере до Близкия изток, за да се присъедини към свободната гръцката армия. Стигат до Турция и оттам пристига в Палестина, където се присъединява към гръцката армия и с нея заминава за Кайро, където участва в сражения, включително в Битката при Ел Аламейн. Служи сато офицер в щаба на гръцките военновъздушни сили в Кайро. Жени се в Кайро (1943) за гъркиня, с която имат 4 деца.
След освобождението на Гърция за известно време е военновъздушен аташе в гръцкото посолство в Кайро и участва в дипломатически мисии в Азия и Африка. След това служи в разни звена на ВВС в Атика. За цялостната дейност във ВВС получава много отличия.
Уволнява се по собствено желание с ранг на командир на ескадрила през 1958 г. и след 3 години в 1961 г. се установява със семейството си в Александрия (Гида), Иматия. Там основава първия вестник в Урумлъка – „Александрия“, печатан първоначално в печатница „Фрурио тис Иматияс“ (Гвардията на Иматия) в Бер, а по-късно със заем прави собствена печатница в Александрия, в която в 1961 – 1966 година работи цялото му сеймейство.
„Александрия“ постига голям успех в Урумлъка, който съдържа войнстващи статии в полза на земеделските стопани и по-специално за оземляване на безимотните селяни. Вестникът се разпространява с велосипеди и метопеди и до най-отдалечените села на Урумлъка и през зимата. Така поддържа пряк контакт с читателите, които усещат, че вече имат собствен глас.
През 1965 г. Пацикас решава да разшири бизнеса си и се мести в столицата на нома – Бер. Така на 18 януари 1965 излиза първият брой на „Лаос“, който впечатлява с добрите си материали и изискания външен вид. Основните му сътрудници са четирите му деца и първият директор на вестника, адвокатът Георгиос Хионидис, който го подпомага и в „Александрия“. Мести печатницата си в Бер, на улица „Митрополис“. В 1966 година става и директор на Техническото училище в града.
Със значителни поддръжници в новия си усилия четирите му деца и неговата основна партньори и първи директор на писане „ХОРА“ адвокат Георги Chionidis (партньор в Александрия), прехвърля печатница на Верия първоначално улица Metropolis, под-членка фонд и след това се носи във Верия и семейството му. В същото време (година 1966) и назначен за директор на Техникум чиракуване Верия (Министерство на труда), където той работи с хъс и прави School технически стандарт колеж не само за ФА, но и за цялата страна.
В 1968 година започва натискът на превантивната цензурата във вестника от страна на диктатурата. Това, съчетано със забраната на вестника в държавните предприятия, кара Пацикас да го затвора. С падането на диктатурата вестникът стартира отново на 5 август 1974 година, печатан в Солун. Отразява отново новите проблеми на земеделските производители, на прохождащата демокрация, както и болезнения Кипърски въпрос. През 1977 г. вестникът става ежедневник.
Зисис Пацикас умира внезапно на 21 ноември 1987 г. от инфаркт на миокарда.